# 虹色の扉
『虹色の扉』（Physical）は、1981年にリリースされたオリビア・ニュートン＝ジョンの12枚目のスタジオ・アルバムである。

## 概要
- 全米ビルボードシングルチャートで10週連続1位を記録した「フィジカル」を収録。
- 1982年にはアルバム全曲のミュージック・ビデオを収録した同名のミュージック・ビデオ集も発売され、第25回グラミー賞の「最優秀ミュージック・ビデオ賞」を受賞した。
- アメリカでは200万枚を超える売り上げを記録、オーストラリアのアルバムチャートでは初のTOP3入りとなった（ベスト盤を含めると『ファースト・インプレッション』に続いて2作目）。
- 2021年10月22日には発売から40周年を記念したデラックス・エディションが発売[2]。ベスト・アルバム『O.N.J.グレイテスト・ヒッツ Vol.2』に収録されていた新曲や映画『セカンド・チャンス』のサウンドトラック収録曲、リミックスなどがボーナストラックとして追加収録され、1981年から1984年までに発表された全楽曲を網羅。DVDにはミュージック・ビデオ集と1982年の『オリビア・イン・コンサート』を全曲収録。『オリビア・イン・コンサート』はこれが初DVD化。

## 収録曲
1. ランドスライド - Landslide
2. ストレンジャーズ・タッチ - Stranger's Touch
3. ムーヴ・オン・ミー - Make a Move on Me
4. 貴方にフォーリング - Falling
5. 愛あればこそ - Love Make Me Strong
6. フィジカル - Physical
7. シルヴァリー・レイン - Silvery Rain
8. キャリード・アウェイ - Carried Away
9. 絆はふたたび - Recovery
10. 愛のプロミス - The Promise (Dolphin Song)

2010年リマスター盤/ボーナス・トラック
1. ハート・アタック - Heart Attack
2. タイド・アップ - Tied Up

40周年デラックス・エディション 追加収録曲
1. ランドスライド (Edited Version)
2. ハート・アタック
3. タイド・アップ (Edited Version)
4. 運命のいたずら
5. ディスペレイト・タイムス
6. テイク・ア・チャンス
ジョン・トラボルタとのデュエット。

40周年デラックス・エディション ディスク2
1. タイド・アップ
2. シェイキング・ユー
3. フェイス・トゥ・フェイス
バリー・ギブとのデュエット。
4. フィジカル (Long Version)
5. 貴方にフォーリング (Video Mix)
6. キャリード・アウェイ (Alternate Mix)
7. 運命のいたずら (Alternate Mix)
8. ディスぺレイト・タイムス (Soundtrack Version)
9. 運命のいたずら (Extended Version / Fade)
10. ディスぺレイト・タイムス (Alternate Soundtrack Version)
11. 運命のいたずら (Extended Version / Cold Ending)
12. ディスぺレイト・タイムス (Extended Version)
13. ディスぺレイト・タイムス (Humberto's Alternate Mix)
14. ジョリーン (Live)
15. フィジカル (Live / Extended)